# Christuskirche (Dresden-Klotzsche)

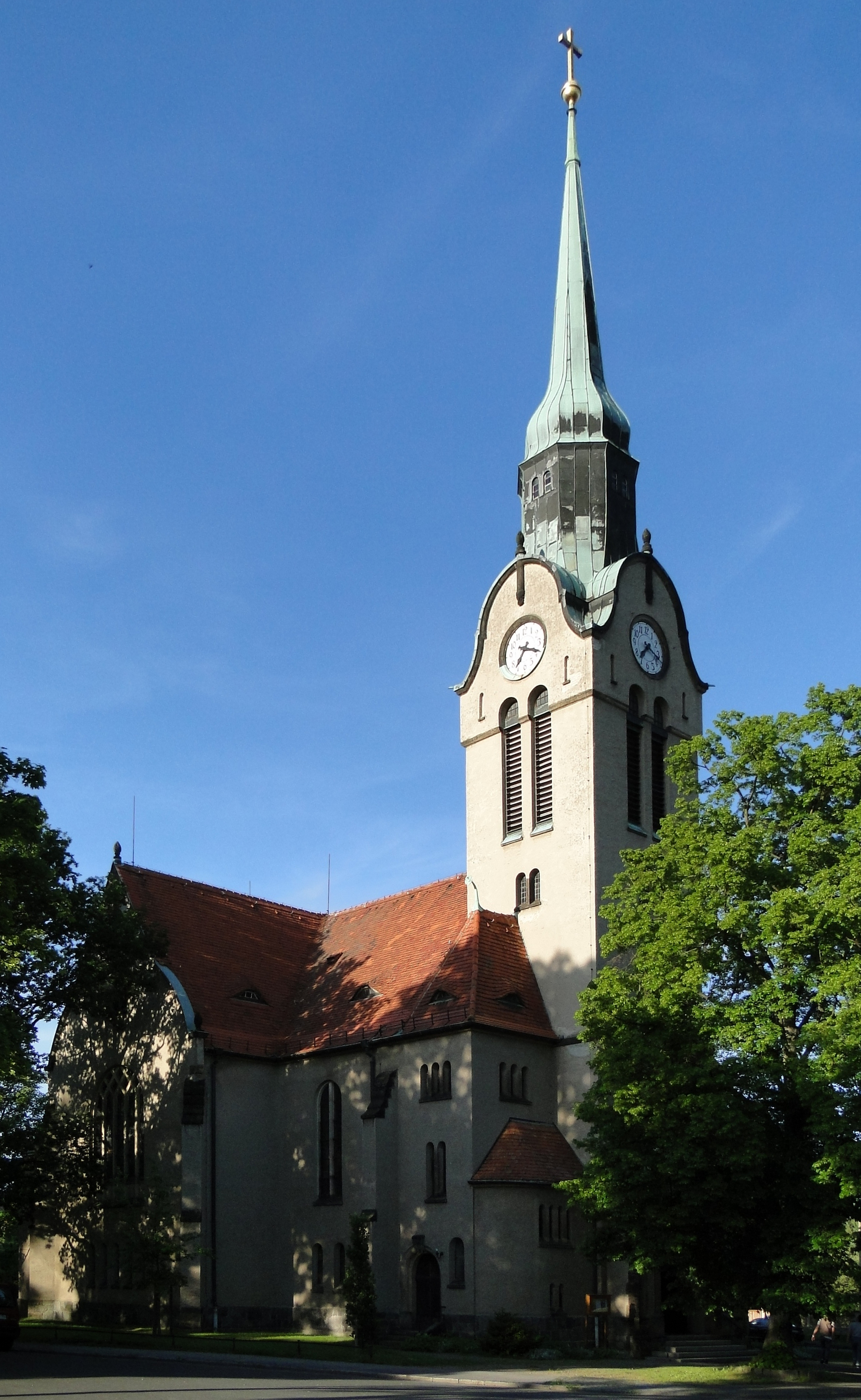
Die Christuskirche in Klotzsche

Die Christuskirche ist eine evangelisch-lutherische Kirche im Dresdner Stadtteil Klotzsche. Sie wurde als zweite Kirche des Ortes von 1905 bis 1907 erbaut und ist seit der Eingemeindung Klotzsches 1950 eine der Dresdner Kirchen.
Eine Besonderheit des denkmalgeschützten Sakralbaus von Woldemar Kandler ist ein monumentales Altarbild von Osmar Schindler mit der Kreuzigung Christi. Die Christuskirche besitzt zudem eine Christusstatue des bekannten Bildhauers Johannes Schilling.

## Geschichte

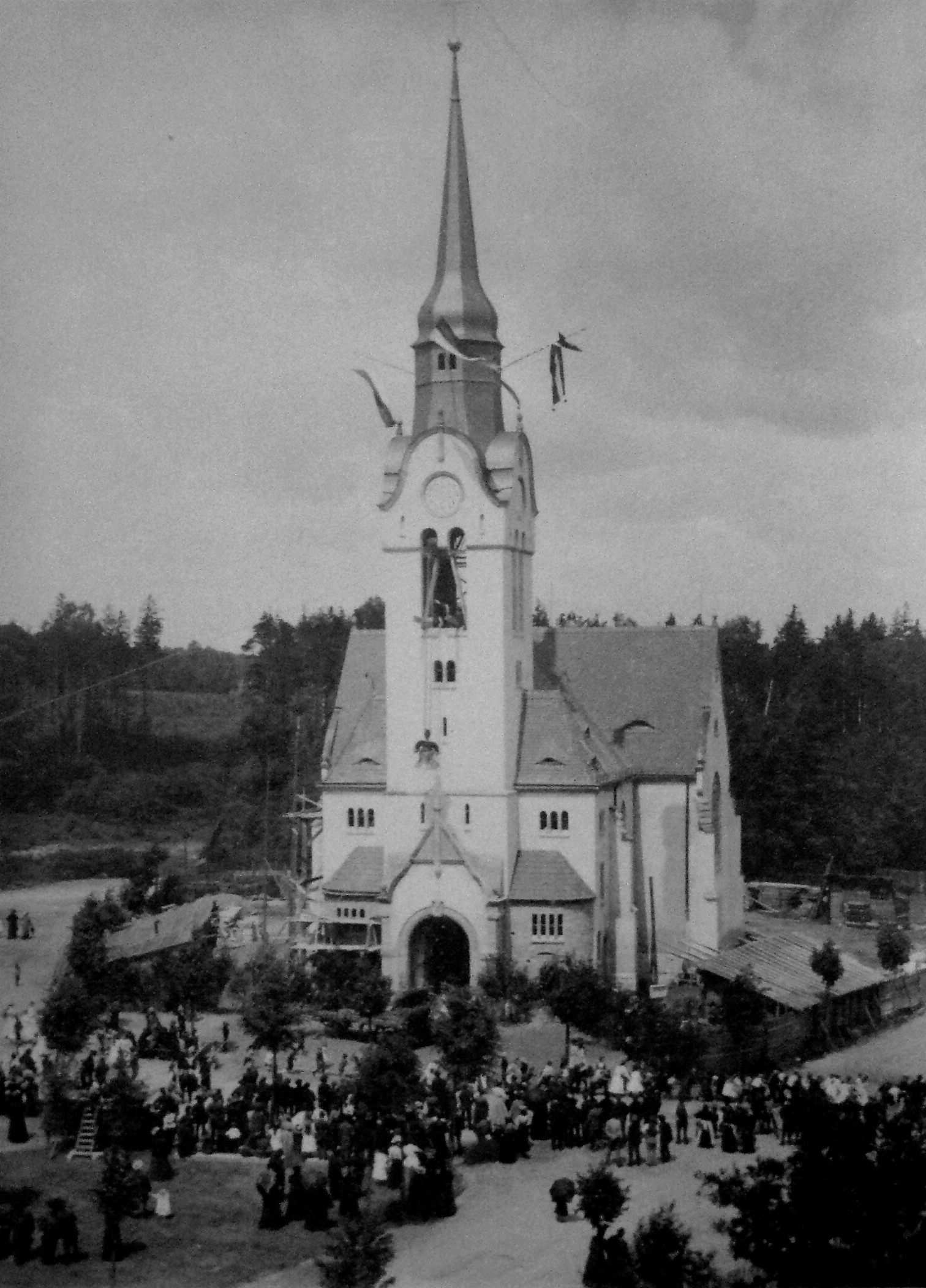
Die Christuskirche während der Glockenweihe am 13. Januar 1906

Klotzsche hatte bereits seit dem Mittelalter eine eigene Kirche. Neben einer Kapelle, die bereits zu Beginn des 14. Jahrhunderts existiert haben soll, erhielt das Dorf 1321 eine eigene Pfarrkirche, die inmitten des Dorfkerns errichtet wurde. Nach mehreren Bränden wurde die Alte Kirche in Klotzsche 1811 neu errichtet und ist bis heute erhalten geblieben.
Im Jahr 1873 wurde der Klotzscher Bahnhof eröffnet, der rund zwei Kilometer von der Alten Kirche entfernt liegt. Um den Bahnhof entwickelte sich in der Folgezeit der Ortsteil Königswald, der nicht nur zu einem bevorzugten Wohnort für Künstler und Gelehrte und damit Villenviertel wurde, sondern am Rand der Dresdner Heide auch als beliebter Luftkurort Bedeutung erlangte. Aufgrund der großen Entfernung der in Königswald lebenden Bevölkerung zur Alten Kirche kam um 1900 der Wunsch nach einem eigenen Gotteshaus in der Nähe auf.
Seit der Reformation war Klotzsche nach Wilschdorf eingepfarrt gewesen und seit 1821 Teil der Ephorie Radeberg. Am 1. April 1894 wurde Klotzsche eine selbständige Kirchgemeinde. Erste Beratungen des Kirchenvorstands und des Gemeinderates zu einer neuen Kirche für die Ortsteile Königswald, Alberthöhe und Schänkhübel auf dem Kaiser-Wilhelm-Platz, heute Boltenhagener Platz, begannen 1901. Obwohl konkrete Beschlüsse zum Kirchbau verschoben wurden, begann Pfarrer Otto Alwin Vogel bereits 1901 mit dem Sammeln von Spenden. Der Entwurf der Kirche lag von Beginn an in den Händen des Architekten Woldemar Kandler, der zuvor bereits die St.-Michaeliskirche in Bühlau erbaut hatte. Kleinere Modifizierungen am Erstentwurf, der nicht erhalten ist, betrafen unter anderem den Abschluss des Altarraums und die Fensterformen. Gutachter des Erstentwurfs war 1903 Paul Wallot.
Der erste Spatenstich für die Kirche fand am 30. August 1905 statt, die Grundsteinlegung für die neue Klotzscher Kirche war am 3. Oktober 1905. In den Grundstein wurden neben einer Urkunde, die den Weg zum Bau der Kirche beschrieb, auch das Klotzscher Adressbuch, ein Überblick über die Geschichte Klotzsches, das Programm zur Feier der Grundsteinlegung, eine Ausgabe der Heide-Zeitung sowie Münzen beigelegt. Architekt Kandler leitete den Bau, der von Baumeister E. Petrich aus Radeberg und Zimmermeister Wilhelm Wendisch aus Dresden ausgeführt wurde. Die Einweihung der Kirche fand am 17. März 1907 statt.
Im Jahr 1925 erhielt die Kirche den Namen Christuskirche. Im Jahr 1932 wurde dem 1929 verstorbenen Woldemar Kandler eine Erinnerungstafel am Haupteingang der Kirche gewidmet, die den Text „Zur Erinnerung an den Erbauer Woldemar Kandler im März 1932.“ trägt.
Erste Dachreparaturen wurden 1952 nötig. Von 1975 bis 1977 erfolgte die erste umfassende Außensanierung der Kirche, bei der auch der Turm mit Kupfer gedeckt wurde. Von 1995 bis 1998 erfolgte eine umfassende technische Renovierung des Innenraums; im Jahr 2002 wurde die Bemalung des Innenraums restauriert. Im Jahr 2005 wurden schließlich die Zifferblätter der Turmuhr erneuert.

## Baubeschreibung

### Äußeres

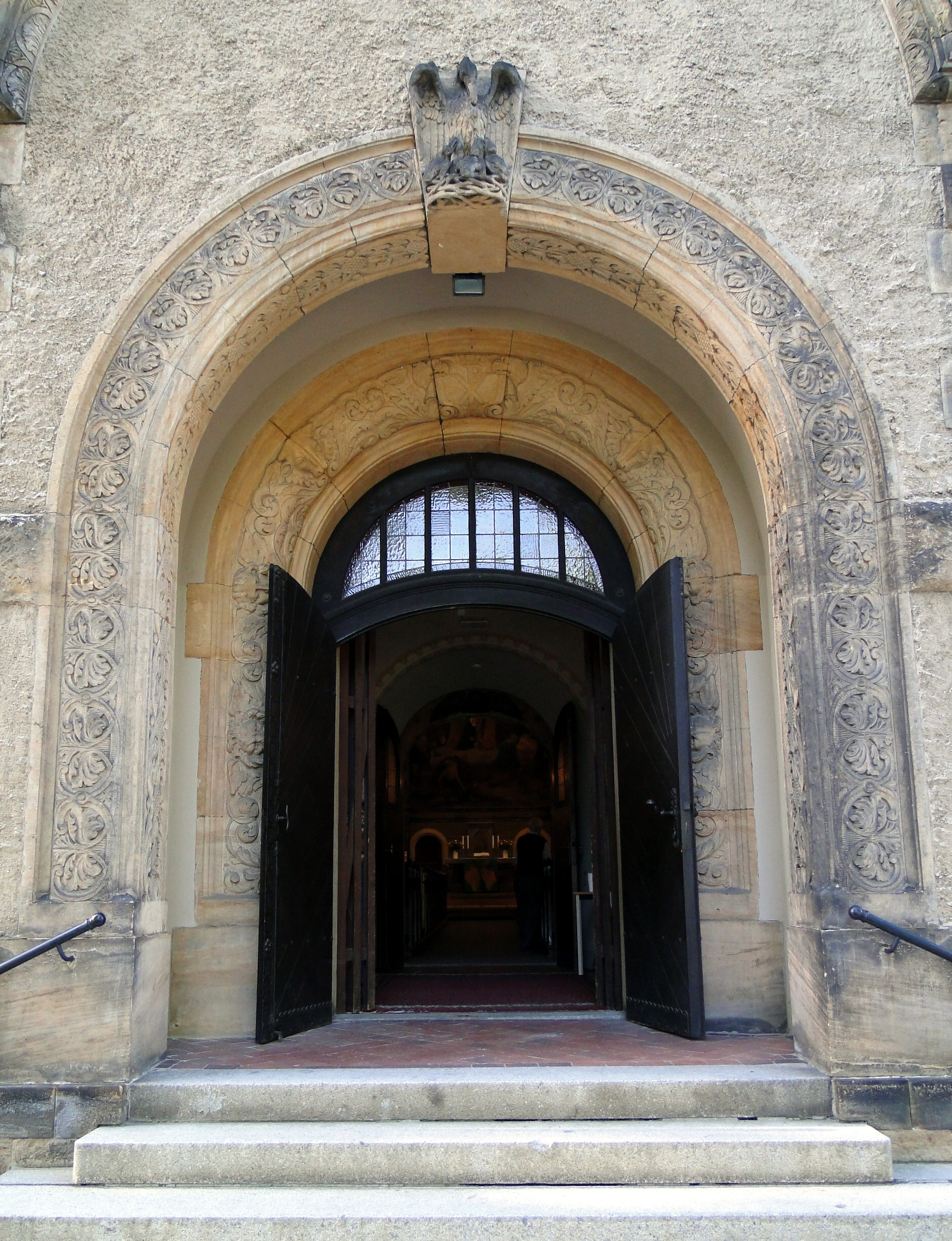
Westportal der Christuskirche

Die Christuskirche wurde als Zentralbau mit steilem Walm- und Satteldach errichtet. Der Grundriss weist die Form eines griechischen Kreuzes auf. Der Bau wird im Westen durch den 52 Meter hohen, quadratischen Turm dominiert, der vier geschwungene Giebel mit Turmuhr, eine achteckige Laterne und eine langgestreckte Spitze hat. Der kupfergedeckte Turm wird durch ein goldenes Kreuz abgeschlossen. Turm und Chor sind von Anbauten flankiert.
Der Ziegelbau wird wesentlich durch die Anordnung der Fenster gestaltet und erhielt außen einen verhältnismäßig schlichten Graupelputz. Nur das Hauptportal aus Sandstein ist besonders künstlerisch ausgeführt. Der Bogen des äußeren Hauptportals ist mit Rankenwerk geschmückt. Der Schlussstein zeigt den Pelikan als Christussymbol, der seine toten Jungen mit dem eigenen Blut nährt und sie so ins Leben zurückholt. Über dem äußeren Hauptportal befindet sich ein Christuskopf und darüber ein Kreuz mit Lutherrose. Das innere Hauptportal zeigt an jedem Halbbogen die Evangelistensymbole: Von außen nach innen werden die Häupter von Löwe (Markus), Mensch (Matthäus), Stier (Lukas) und Adler (Johannes) durch Rankenwerk verbunden. Beide Darstellungsreihen enden im mittig angeordneten Christusmonogramm. Die Portale der Seiteneingänge weisen als Schlussstein einen Engelskopf auf.
Die Kirche weist sowohl stilistische Merkmale der Neorenaissance als auch des Jugendstils auf.

### Inneres

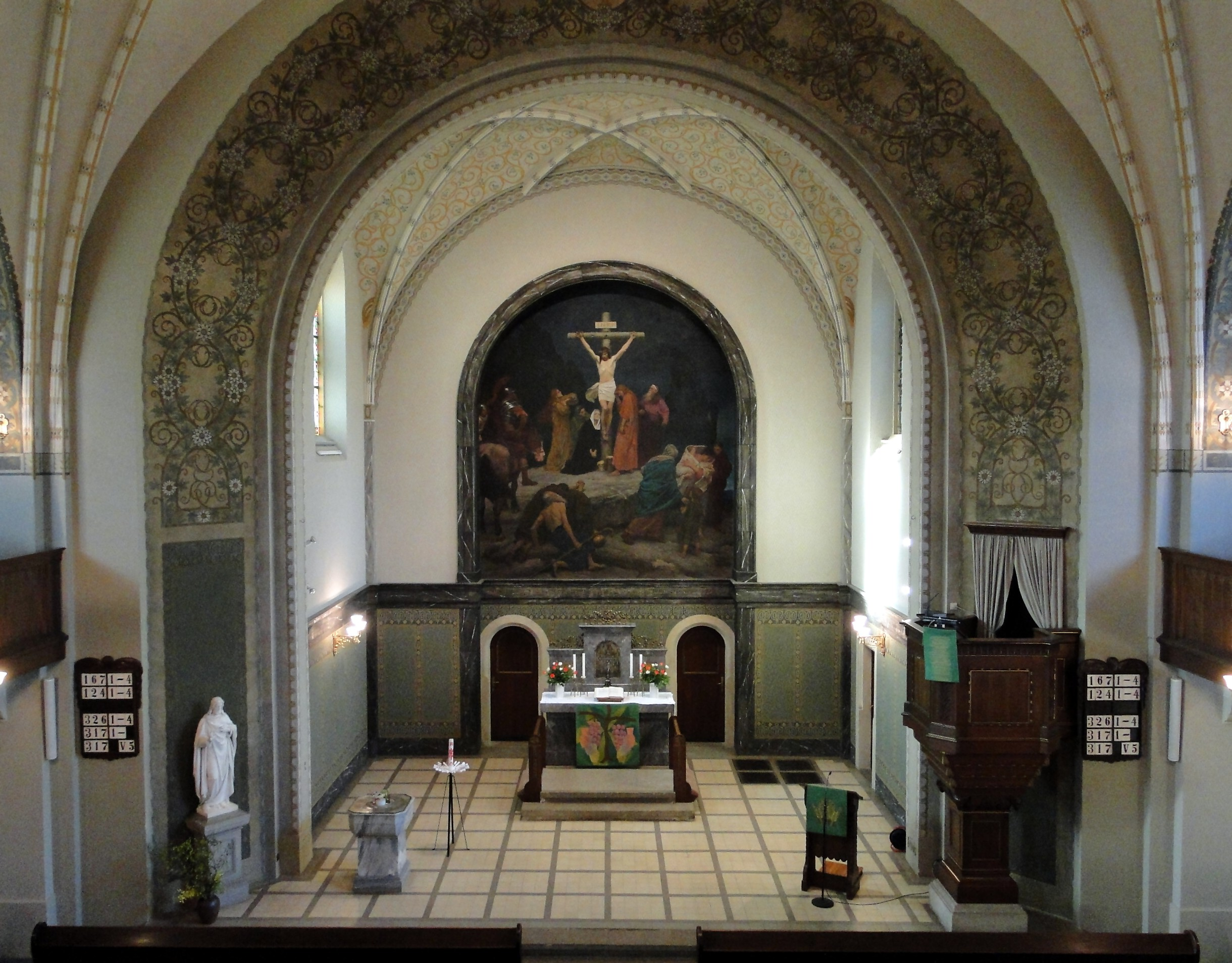
Blick von der Orgelempore zum Chor

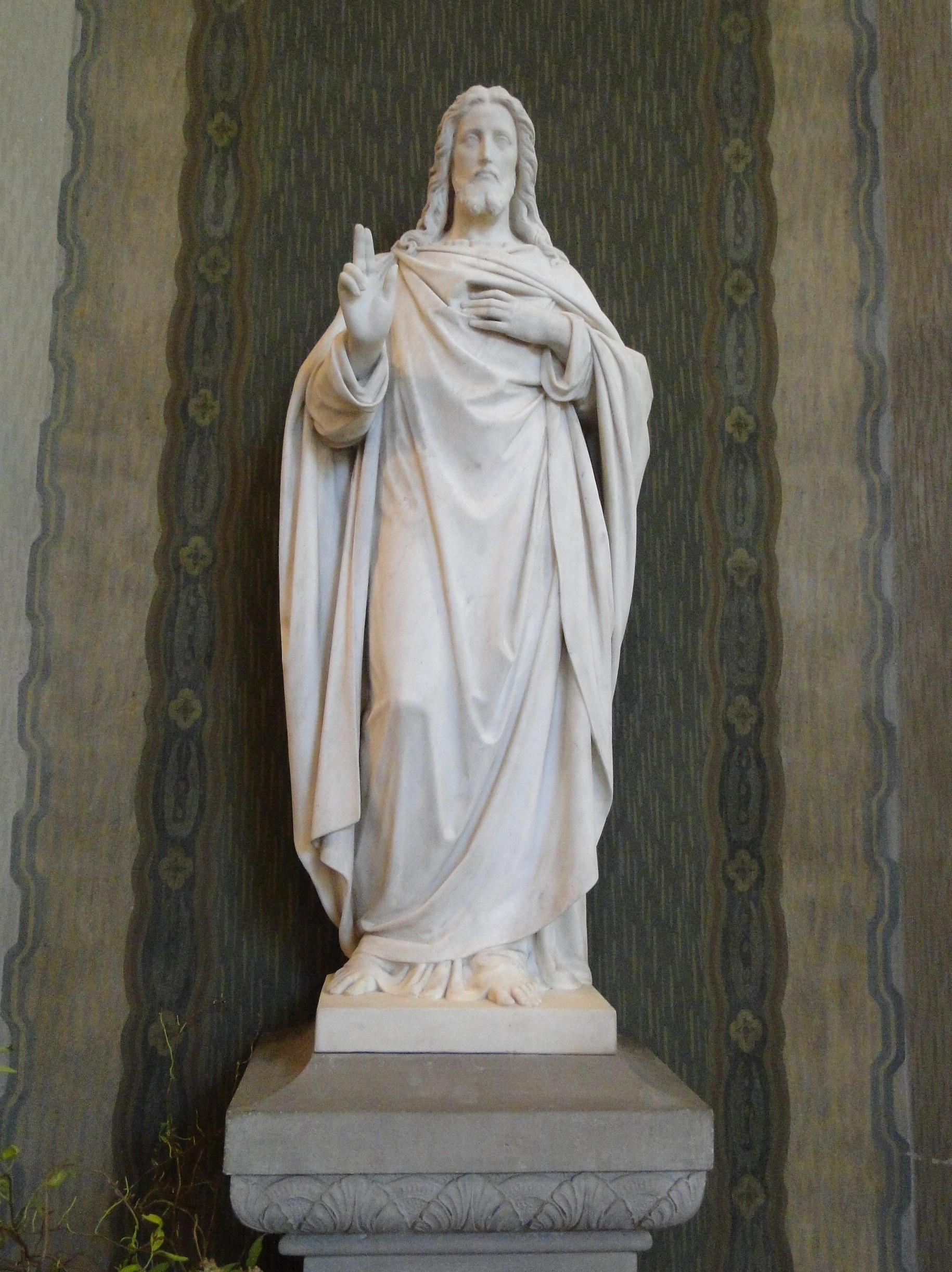
Christusfigur von Johannes Schilling

Die Christuskirche wird von Westen betreten. Im schmalen Vorraum gehen seitlich Treppenhäuser ab, die unter anderem zum Turm führen. Der Zentralraum ist ohne Stützen gestaltet und wird im Süden, Westen und Norden von einer eingeschossigen Empore aus dunkelbraunem Kiefernholz dominiert. Die Decke ist als Rippengewölbe konzipiert und findet seine Mitte in einer flachen Hängekuppel. Rippen und Bögen wurden dabei durch Kunstmaler Marcus Trede ornamental bemalt. Dem Willen des Architekten Woldemar Kandlers entsprechend wurde auf Kronleuchter verzichtet.
Der östliche Chor wird vom Zentralraum durch einen breiten Chorbogen getrennt. Trede bemalte diesen mit Ranken und weißen Christrosen. Der Chor liegt zudem zwei Stufen höher als der Zentralraum, in dem sich das auf den Chor ausgerichtete Gestühl befindet – die Kirche hat 500 Sitzplätze. Der Chor wird rechts von der Kanzel und links von einer Christusstatue flankiert. Das Rippengewölbe des Chores ist im Gegensatz zum Gewölbe des Zentralraums vollständig ornamental ausgemalt. An den Chor schließen sich verschiedene Anbauten, darunter Treppenhäuser und die Sakristei an. Zwei Türen führen in den hinter dem Chor liegenden, acht Meter breiten Andachtsraum, der auch als Konfirmandensaal dient.

#### Altar
Der Altar wurde von Carl Hauer in grauem Stuckmarmor geschaffen. Er hat einen dreiteiligen, niedrigen Aufsatz mit Metalleinsätzen, die Brot und Wein darstellen. Sie flankieren das auf dem Altar stehende Kruzifix aus Holz, Serpentingestein und Amethysten, das den gekreuzigten Christus in Silber trägt. Der Altar wird von Kiefernzapfen in filigranem Messing abgeschlossen. Er ist von hölzernen Kommunionbänken flankiert und liegt zwei Stufen erhöht über dem Chorraum.
Hinter dem Altar befindet sich optisch in der Höhe auf diesen abgestimmt in einer Rundbogennische ein monumentales Altarbild. Das Gemälde wurde aus Mitteln des 1859 geschaffenen Kunstfonds der Stadt Dresden finanziert. Mit der Anfertigung wurde 1905 Osmar Schindler beauftragt, der das in Kaseinfarben direkt auf den Putz gemalte Werk 1907 fertigstellte. Es zeigt „mit dramatisch bewegter Darstellung“ die Kreuzigung Christi. Umrahmt wird das Gemälde von Stuckmarmor.

#### Kanzel, Taufstein und Lesepult
Die hölzerne Kanzel befindet sich rechts am Chorbogen und wurde von Baumeister Martin Kühn und seiner Frau gestiftet. Sie ist in schlichten Jugendstilformen gehalten und mit Adlerdarstellungen verziert. Das dunkle Holz wurde dezent vergoldet.
Auch das Lesepult wurde der Kirche gestiftet. Tischler Albert Frank fertigte es in dunklem Holz mit Anklängen an den Jugendstil. Das Lesepult befindet sich in unmittelbarer Nähe der Kanzel.
Der massive Taufstein wurde aus hellem Marmor kelchförmig gestaltet und befindet sich im nördlichen Bereich des Chores. Er wird durch einen Deckel aus Zinn verschlossen; der Rand zeigt eine Lutherrose und das Zitat „Ihr seid alle Gottes Kinder durch den Glauben an Jesum Christum“ (Gal 3,26). Wie Kanzel und Lesepult ist auch er der Kirche durch eine Stiftung zugekommen.

#### Sonstige Ausstattung und Kirchenschmuck
Am linken Chorbogen befindet sich auf einem Sockel platziert eine weiße Marmorfigur des segnenden Christus. Johannes Schilling schuf die spätklassizistische Figur 1859 und stiftete sie der Kirche.
Die Fenster in Zentralraum und Chor sind mit Maßwerksprossen zweigeteilt, während die Hauptfenster des nördlichen und südlichen Seitenarms fünffach gegliedert sind. Die farbige Kunstverglasung stammt von Bruno Urban (1851–1910) aus Dresden.

## Orgel

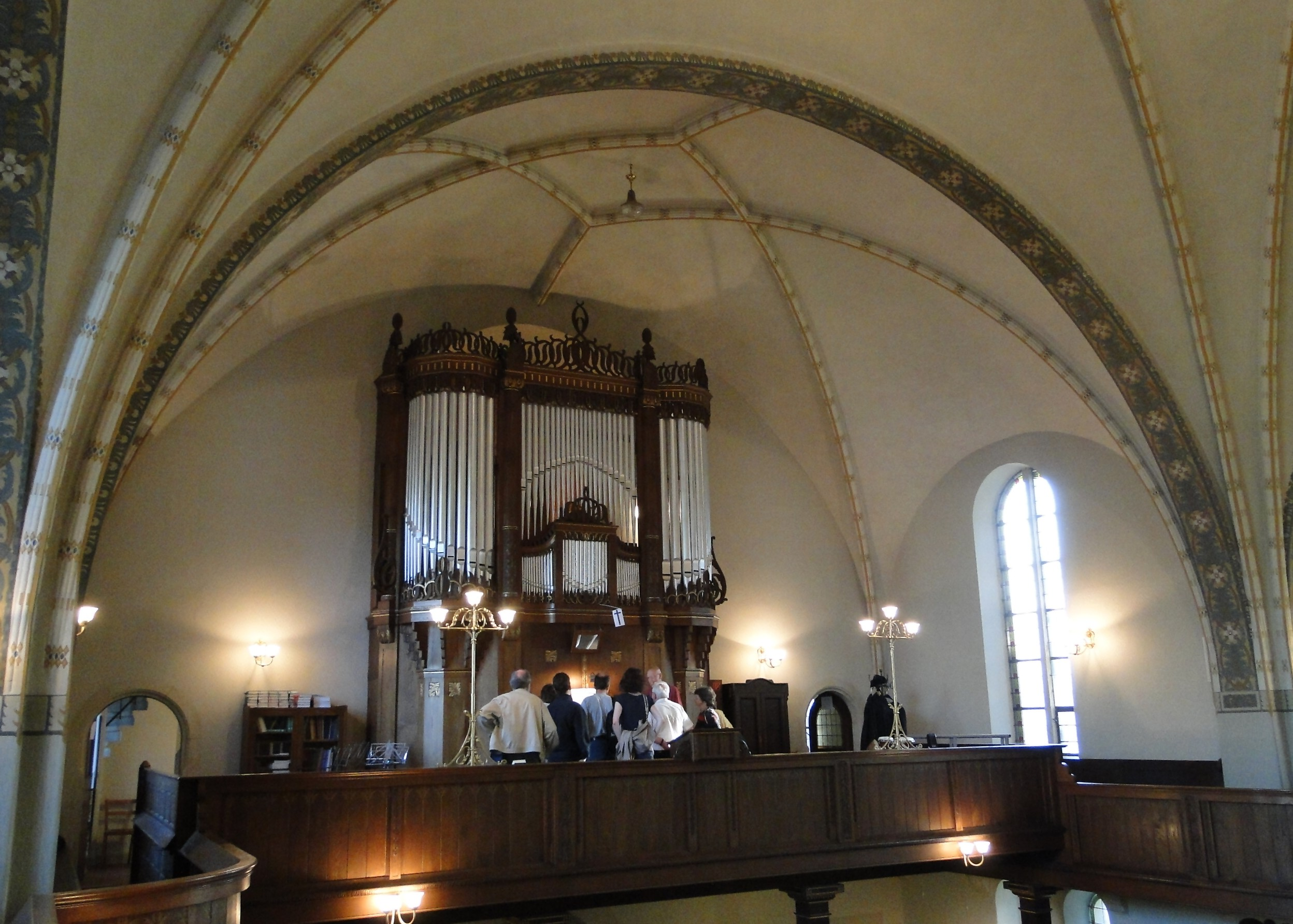
Jehmlich-Orgel der Christuskirche

Die Christuskirche hat eine pneumatische Orgel der Dresdner Orgelbauer Gebrüder Jehmlich. Sie stammt aus dem Jahr 1907 und hatte ursprünglich 21 Stimmen auf zwei Manualen und Pedal. Bereits 1941 wurde die Orgel von den Gebrüdern Jehmlich überholt und das Werk auf 28 Stimmen erweitert. Im Jahr 1964 erfolgte eine Umdisponierung der Orgel durch die Gebrüder Jehmlich und 1980 die bisher letzte Überholung des Instruments durch Orgelbauer Johannes Schubert (1925–1995).
Der Prospekt der Jehmlich-Orgel besteht aus Erlenholz und weist Jugendstilformen mit wenigen Vergoldungen auf. Er wurde von Tischlermeister Otto Starke geschaffen.
Disposition der Orgel:
| Hauptwerk C–a3 |     |
| Pommer         | 16′ |
| Prinzipal      | 8′  |
| Rohrflöte      | 8′  |
| Spitzgedackt   | 8′  |
| Trompete       | 8′  |
| Dolce          | 8′  |
| Oktave         | 4′  |
| Gemshorn       | 4′  |
| Waldflöte      | 2′  |
| Sesquialter II |     |
| Mixtur IV      |     |

| Schwellwerk C–a3 |        |
| Gedackt          | 8′     |
| Quintatön        | 8′     |
| Krummhorn        | 8′     |
| Prinzipal        | 4′     |
| Rohrflöte        | 4′     |
| Nasard           | 2 ⁄3′  |
| Oktave           | 2′     |
| Terz             | 1 3⁄5′ |
| Sifflöte         | 1′     |
| Zimbel III       |        |

| Pedal C–f1     |     |
| Subbass        | 16′ |
| Liebl. Posaune | 16′ |
| Prinzipalbass  | 8′  |
| Bassflöte      | 8′  |
| Oktavbass      | 4′  |
| Nachthorn      | 2′  |
| Bassmixtur V   |     |

## Glocken
Die Christuskirche hatte ursprünglich ein dreistimmiges Geläut der Dresdner Kunst- und Glockengießerei C. Albert Bierling. Die Glockenweihe erfolgte am 13. Juni 1906. Die Bronzeglocken hatten die Grundtöne des’, f’ und as’ und mussten während des Ersten Weltkriegs zusammen mit Orgelpfeifen und weiteren Metallteilen als Reichsmetallspende abgeliefert werden.
Im Jahr 1920 erhielt die Kirche ein neues Stahlglockengeläut. Die vier Glocken wurden im Bochumer Verein für Gussstahlfabrikation gegossen. Im Jahr 1999 wurde die Läuteanlage grundüberholt.
| Bild | Ordnung            | Grundton | Jahr | Gewicht (kg) | Max.-Durchm. (mm) | Inschrift       | Funktion (Auswahl)                 |
| ---- | ------------------ | -------- | ---- | ------------ | ----------------- | --------------- | ---------------------------------- |
|      | Größte Glocke      | c’       | 1920 | 1900         | 1672              | Lobet den Herrn | Beerdigung                         |
|      | Zweitgrößte Glocke | es’      | 1920 | 1200         | 1431              | Herr höre       | Trauung, Beerdigung, Bußtag        |
|      | Mittlere Glocke    | g’       | 1920 | 700          | 1175              | Betet           | Trauung, Beerdigung                |
|      | Kleine Glocke      | b’       | 1920 | 400          | 957               | Friede          | Taufe, Trauung, Kindergottesdienst |

Die Turmuhr wurde 1906 von der Firma Fischer geschaffen. Sie erhielt 1995 durch die Firma Andreas Vogler einen elektrischen Aufzug.